# 大木貴之
大木 貴之（おおき たかゆき、1988年8月11日 - ）は、日本の元男子バレーボール選手、実業家。

## 略歴
栃木県出身。小学校時代は剣道を経験し、中学校からバレーボールを始める。
足利工業大学付属高校に進学すると、さくらバレー（全国私立高等学校男女バレーボール選手権大会）で優勝するなどの実績を挙げる。
宇都宮大学1年生の2007年、つくばユナイテッドSun GAIAに入団。2007/08Vチャレンジリーグで最優秀新人賞を獲得した。
2010年、東レアローズの内定選手となる。2011年に正式に入団。
2017年5月に東レアローズを退団。2017年8月に株式会社SPECを立ち上げ代表取締役に就任した。

## 受賞歴
- 2008年 2007/08Vチャレンジリーグ 最優秀新人賞

## 所属チーム
- 足利工業大学付属高校
- 宇都宮大学
  - つくばユナイテッドSun GAIA（2007-2010年）
  - 東レアローズ（2010-2011年）
- 東レアローズ（2011-2017年）

## 出演
- こじらせ森の美女（ABEMA）
- GIRLorLADY〜私が最強〜（ABEMA）

## 主な実績
- 2011年 第60回黒鷲旗全日本男女選抜バレーボール大会 優勝
- 2012年 2011/12Vプレミアリーグ 準優勝
- 2013年 平成24年度天皇杯・皇后杯全日本バレーボール選手権大会 準優勝
- 2014年 平成25年度天皇杯・皇后杯全日本バレーボール選手権大会 優勝
- 2015年 第64回黒鷲旗全日本男女選抜バレーボール大会 準優勝
- 2016年 平成28年度天皇杯・皇后杯全日本バレーボール選手権大会 優勝
- 2017年 2016/17Vプレミアリーグ 優勝
- 2017年 日本オリンピック委員会強化コーチングスタッフ（全日本女子バレーボール）